# Breitenbach (Ellenberg)
Breitenbach ist einer von 22 Ortsteilen der baden-württembergischen Gemeinde Ellenberg, die im Ostalbkreis liegt.

## Geografie
Der Weiler wird vom Reichenbach durchflossen. Dieser Bachlauf ist ein linker Zufluss des Gerbaches und mündet nahe der Dietlesmühle in diesen ein. Breitenbach befindet sich auf einer Höhe von 473 m ü. NN und ist etwa zweieinhalb Kilometer von dem südlich gelegenen Ellenberg entfernt.

## Geschichte
Die erste urkundliche Erwähnung von Breitenbach fand 1284 unter dem Namen Praitenbuoch statt. Zum Ende des Heiligen Römischen Reiches befand sich die Ortschaft im Besitz der Fürstpropstei Ellwangen. Mit der im Jahr 1802 erfolgten Säkularisation der Fürstpropstei wurde Breitenbach zwangsweise vom Königreich Württemberg in Besitz genommen und gehörte danach zum neu geschaffenen Oberamt Ellwangen. Durch die zu Beginn des 19. Jahrhunderts im Königreich Württemberg durchgeführten Verwaltungsreformen wurde der Ort zu einem Bestandteil der eigenständigen Landgemeinde Ellenberg, zu der auch noch 18 weitere Ortschaften gehörten.

## Verkehr
Der Anschluss an das öffentliche Straßenverkehrsnetz wird hauptsächlich durch eine Verbindungsstraße hergestellt, die aus dem Nordwesten von Matzenbach her kommend in südöstlicher Richtung zur Landesstraße L 2220 weiterführt.